# Nukleozid trifosfat
Nukleozid trifosfat (NTP) je molekul koji sadrži nukleozid vezan za tri fosfata. Prirodni nukleozid trifosfati su adenozin trifosfat (ATP), guanozin trifosfat (GTP), citidin trifosfat (CTP), 5-metiluridin trifosfat (m5UTP), i uridin trifosfat (UTP). Ti termini se odnose na nukleozid trifosfate koji sadrže ribozu. Nukleozid trifosfati koji sadrže dezoksiribozu imaju prefiks dezoksi- u njihovim imenima i malo d- u njihovim skraćenicama: dezoksiadenozin trifosfat (dATP), dezoksiguanozin trifosfat (dGTP), dezoksicitidin trifosfat (dCTP) i timidin trifosfat (dTTP).